# Přibyslav z Křižanova
Přibyslav z Křižanova († 16. února 1251) byl moravský šlechtic. Jeho dcerou byla svatá Zdislava.

## Původ
Nepocházel zřejmě z rodu pánů z Křižanova erbu křídla (Tasovců), jeho přesný původ ani erb není znám. Jako nejpravděpodobnější se jeví hypotéza Miroslava Plačka. Otcem Přibyslava byl snad Petr z Křižanova, jenž je v letech 1204–1214 uváděn jako kastelán v Čáslavi. Petrovým bratrem byl Zbyslav z Bratčic, v letech 1211–1213 kastelán v Kladsku, jehož syn Jan z Polné kolonizoval pohraničí Čech a Moravy. Tato teorie je však často založena na nepřímých důkazech. Snad tedy patřil do rozrodu Markvarticů jako páni z Lemberka (jeho dceru Zdislavu si vzal Havel z Lemberka).
V kostele svatého Prokopa ve Žďáru nad Sázavou lze vidět fiktivně vytvořený romantický (alianční) čtvrcený „erb“ Přibyslava z Křižanova a jeho manželky Sibyly (v 1. a 4. poli vlaštovka a ve 2. a 3. poli břevno). Velmi připomíná původní čtvrcený erb hrabat Gallasů (v 1. a 4. poli orlice, ve 2. a 3. poli s břevno), který je součástí znaku Clam-Gallasů, jimž zámek Žďár na přelomu 19. a 20. století patřil a mohl tak být inspirací pro vznik zmíněného štítu v kostele.

## Život
Byl blízký důvěrník krále Václava I., působil jako brněnský kastelán v letech 1239-40 a královský purkrabí na hradech Veveří v roce 1238 a Obřany. Za jeho služby mu daroval král zejména na Moravě a Českomoravské vrchovině velké pozemky. Na těchto pozemcích poté zakládal osady a vesnice. Se svou ženou Sibylou podporoval církev a zejména kláštery, které pomáhal zakládat. Po své smrti roku 1251 byl pohřben v ambitu brněnského minoritského kláštera.
Oženil se kolem roku 1220, s manželkou Sibylou měl 5 dětí, z nichž 2 zemřely v dětském věku:
- Zdislava, manžel Havel z Lemberka
- Eufémie (Ofka), manžel Boček z Jaroslavic a ze Zbraslavi
- Alžběta (Eliška), manžel Smil z Lichtemburka

- Libuše
- Petr